# Tuzla
Tuzla este un oraș industrial situat în partea de est a statului Bosnia și Herzegovina, la poalele munților Majevica, pe Jala. Este reședința cantonului Tuzla. În zonă există exploatări de cuarț, sare și carbonifere. Conform unor estimări oficiale din 2008, Tuzla avea 131.464 locuitori.

## Personalități născute aici
- Adela Ber Vukić (1888 - 1966), pictoriță bosniacă;
- Meša Selimović (1910 - 1982), scriitor sârb;
- Lepa Brena (n. 1960), cântăreață bosniacă;
- Petar Jovanović (n. 1982), fotbalist sârb;
- Andrea Petkovic (n. 1987), tenismenă germană;
- Miralem Pjanić (n. 1990), fotbalist bosniac.

## Orașe înfrățite
- Sombor, Serbia
- Bologna, Italia
- Osijek, Croația
- Pécs, Ungaria
- L'Hospitalet de Llobregat, Spania
- Saint-Denis, Franța
- Dallas, Texas